# Park Ji-eun (goista)
Vittorie, sconfitte, jigo, nulle: 612-483-0-0 (55,9%)
Park Ji-eun (박지은?, 朴鋕恩?, Bak JieunLR, Pak ChiŭnMR; 4 novembre 1983) è una goista sudcoreana. Talvolta il suo nome è trascritto come Pak Chi-eun o Park Shiun.
Nel 2008 è diventata la terza goista professionista della storia a raggiungere il grado di 9 dan, dopo Rui Naiwei e Feng Yun.

## Biografia
Allieva di Kim Dong-yeop, Park è diventata una goista professionista nel 1997.
Nel 2008 ha vinto un titolo internazionale femminile, la Sino-Ocean Cup (cinese: 远洋地产杯), disputata una sola volta. Nella finale ha sconfitto Rui Naiwei. Secondo le regole della Korea Baduk Association, per questa vittoria è stata promossa a 9 dan, diventando la prima donna coreana professionista di 9 dan.
Ha vinto la Coppa Bingsheng nel 2010 contro la taiwanese Hei Jiajia, e di nuovo nel 2011 contro la cinese Tang Yi.
Nel 2017 è diventata la prima goista professionista sudcoreana a raggiungere le 1000 partite giocate in carriera.
Sia nel 2007 sia nel 2010 ha sconfitto Cho Hun-hyun nella finale della prima e della quarta edizione della GG Auction Cup, permettendo alla squadra delle signore di vincere su quella dei signori over-45.

## Palmarès
| Nazionali         | Nazionali      | Nazionali      |
| Torneo            | Vittorie       | Finalista      |
| ----------------- | -------------- | -------------- |
| Myungin femminile | 1 (2000)       | 1 (2001)       |
| Guksu femminile   | 1 (2008)       | 2 (2017, 2019) |
| Dali Cup          | 1 (2007)       |                |
| Yuanyang Cup      | 1 (2008)       |                |
| Bingsheng Cup     | 2 (2010, 2011) | 1 (2015)       |